# Ő
Ő, ő (O с двойным акутом) — буква расширенной латиницы. Используется в венгерском языке, где является 27-й буквой алфавита и обозначает звук [øː]. В научном алфавите для языков Габона обозначает звук [o], передаваемый буквой O, с очень высоким тоном.